# ロックマンエグゼ6
『ロックマンエグゼ6』（ロックマンエグゼ シックス）は、カプコンから発売された同社最後のゲームボーイアドバンス用ソフトである。2005年11月23日に「電脳獣グレイガ」と「電脳獣ファルザー」の2バージョンが同時に発売された。タイトルにある電脳獣が今作の最大の鍵であり、それぞれのバージョンに出てくる電脳獣が最終ボスとして登場する。
今作をもって、ロックマンエグゼシリーズの完結が公式に宣言されている。そして、次の世代の「流星のロックマンシリーズ」へと移行する。

## ストーリー
ネビュラとの戦いから1か月。平和な生活を取り戻していた熱斗は父・祐一朗の仕事の関係で、秋原町から遠く離れた才葉（さいば）シティに引っ越すことになった。慣れ親しんだ町と仲間との別れを惜しむ熱斗であったが、必ず秋原町に帰ってくると誓い、秋原町を後にする。だが、この時熱斗は新たな地、才葉シティで新たなる戦いに巻き込まれることに気付いていなかった。

## キャラクター
光熱斗（ひかり ねっと）
主人公。小学6年生。勉強は苦手だが、ウィルスバスティングの腕前はピカイチ。N（ネットワーク）12年6月10日生のB型。
ロックマン
熱斗が父親から貰ったネットナビ。潜在能力は未知数。今作では電脳獣のどちらか1体を身体に取り込むことになる（取り込む電脳獣はバージョンにより異なる）。
桜井メイル（さくらい メイル）
熱斗の幼馴染。危険に飛び込んでゆく熱斗をいつも心配している。ピアノが得意。
ロール
メイルのナビ。才葉町は秋原町から遠い為、彼女のメガクラスチップは主にメールで受け取る事になる。
伊集院炎山（いしゅういん えんざん）
小学生ながら政府公認のオフィシャルのエースネットバトラー。熱斗のライバル的存在。今作は帽子の上にフードを被った姿で登場し、終盤まで正体が明かされないが、様々な場面で熱斗の手助けをする。
ブルース
炎山のナビ。バトルチップ「インビジブル」をストーリー内では使う。クリア後のみ戦えるが彼のメガクラスチップは依頼で入手できる。
光祐一朗（ひかり ゆういちろう）
熱斗の父親。ネットナビの生みの親であり、ロックマンを作ったのも彼である。
光はる香（ひかり はるか）
熱斗の母親。熱斗たちがいない間も家をしっかり守っている。料理上手。
大山デカオ（おおやま デカオ）
熱斗のクラスのガキ大将。オペレーションの腕前は熱斗にかなわない。
ガッツマン
デカオのナビ。彼のメガクラスチップは本作では出ない。
綾小路やいと（あやのこうじ やいと）
大企業の社長令嬢。飛び級して熱斗達と同じクラスに在籍中。
グライド
やいとのナビ。やいとの世話を任されている執事のようなナビ。
新垣 コジロー（あらがき コジロー）
才葉学園での熱斗のクラスメート。頬に傷のあるガキ大将。所有ナビは目つきの悪いオレンジ色のノーマルナビ。
大森 明日太（おおもり あすた）
才葉学園での熱斗のクラスメート。チップショップ「アスタランド」を手伝っている。所有ナビは緑色のノーマルナビ。
アイリス
蝶型の髪飾りが特徴的な無口な少女。どこからともなく不意に現れる。カーネルから抜き出された「優しさ」のデータを核に組み上げられた、あらゆる電子機器を操るオペレーション用ナビ。電脳獣をもコントロールするほどの処理能力を誇り、その力はワイリーの野望の鍵となった。現実世界で熱斗とふれあう内に、熱斗に少なからず好意を抱くようになっていたのだが、最後の瞬間まで表に出す事はなかった。最終的にはカーネルと融合し、自爆することで電脳獣を消し去った。モチーフは『ロックマンX4』に登場した同名キャラ。
火野ケンイチ
グレイガ版の才葉学園第一研究室の研究生（本作では特別研究員に近く、英語版では教育実習生と訳されている）。大卒だった。炎の力をどんなナビでも使いこなせるようにする研究を行っている。
ヒートマン
『2』にも登場したナビ。炎を自在に操る。『2』では対戦相手のみの登場でセリフは無かったが、セリフがあり性格が判明したのは今作が初めて。
城戸舟子（きど しゅうこ）
ファルザー版の才葉学園第一研究室の研究生。弟2人の学費も稼がなければならないらしい。誤って電脳世界を水びだしにしてしまうがロックマンに救われた。 
アクアマン
城戸舟子のナビ。
パクチー・ファラン
グレイガ版のグリーンタウンのリンクナビの先生。アジーナ出身の料理人だが、ニホンの料理を研究する為才葉学園の家庭科教師としてニホンにやってきた。
スラッシュマン
ファランのネットナビ。リンクナビの授業は電脳クッキング用食材の調達。モチーフは『ロックマン7』の同名キャラで、辮髪や「鉄の爪」をデザインに取り入れた。
風天老師（ふうてんろうし）
ファルザー版のグリーンタウンのリンクナビの先生。才葉学園で道徳（英語版では社会科）の授業を担当している。 
テングマン
風天老師のナビ。リンクナビの授業は電脳巻物の回収。モチーフは『ロックマン8』の同名キャラ。
アン・エレキテル
グレイガ版のスカイタウンのリンクナビの先生。『エグゼ1』に登場したエレキ伯爵の妻、別名・エレキ夫人。貧乏だが上流階級であった頃の誇りは失わず、今も下品さを嫌う。 
エレキマン
エレキ夫人のナビ。昔は犯罪に加担し、それを邪魔した熱斗の顔を覚えているが現在は改心している。リンクナビの授業はサイバー電池の回収。
ディンゴ
ファルザー版のスカイタウンのリンクナビの先生。「５」から登場。
トマホークマン
ディンゴのナビ。リンクナビの授業はプログラム「トーテムさま」の破壊。
ダーク・キリサキ
グレイガ版の才葉学園第二研究室の研究生。ダーク・ミヤビの弟子で「ネット傭兵」を副業としている。
キラーマン
キラーズアイ系ウィルスを参考に作られたキリサキのネットナビ。特徴的な笑い方をする。仕事はナビのデリートで、リンクナビの授業でも行う。
堀杉 土太郎（ほりすぎ どたろう）
ファルザー版の才葉学園第二研究室の研究生。インターネットの工事に誇りを持っている。
グランドマン
土太郎のネットナビ。リンクナビの授業は電脳岩の破壊で、普段からトレーニングとしてやらされている。モチーフは『ロックマン&フォルテ』の同名キャラ。
鉄 国男（くろがね くにお）
グレイガ版のリンクナビの先生。インターネット鉄道会社の社長。 
チャージマン
国男のネットナビ。リンクナビの授業はプログラムくんの輸送。 モチーフは『ロックマン5』の同名キャラ。
ミスタープレス
ファルザー版のリンクナビの先生。時代劇で覚えた古臭いニホン語を話す。消費社会を憂いており、電脳ゴミのリサイクルを授業で奨励している。 
ダストマン
ミスタープレスのネットナビ。リンクナビの授業はウラインターネットでの電脳ゴミ処理。モチーフは『ロックマン4』の同名キャラ。

### ネット犯罪組織「WWW（ワールドスリー）」
Dr.ワイリー
WWW総帥。2体の電脳獣を狙う。かつてはアメロッパ軍のバレルの父親のもとで軍事ロボの開発をしていたが、バレルの父親が戦争に身を投じたことで幼いバレルの面倒を見ていてバレルの育ての親となった。バレルの父親が戦死したことを知って憎しみは更に膨張してバレルの父親への恩返しとしてバレルを一流の軍人へと育て上げた。敗戦後熱斗から説得されるが受け入れず自ら本部の爆発に巻き込まれるも奇跡的に大した怪我も無く気絶していたところを逮捕される。その後は改心し服役中ながら科学省へ協力をしている。
麻波 剛（まっは ごう）
才葉学園での熱斗の担任。熱血感あふれる体育系教師。重い病気を患っていた娘の手術費用をワイリーが援助する代わりに才葉学園で働く傍ら、ケイン市長の行動を監視するようWWWの一員として行動している。熱斗が転入してきた当初に才葉学園での火災に乗じてケイン市長のパソコンにハッキングしようとした。ネットバトルの腕はともかく腕っ節はメンバー5人の中で一番強い。最終的にはオフィシャルに自首したが、熱斗に協力を惜しまなかった事もあり釈放され、卒業式に出席した。
ブラストマン
麻波のネットナビ。炎属性。熱斗が転入してきた時にコジローを唆し、才葉学園で火災を発生させた。コジローが放火に反対するとコジローをあっさり裏切る。ロックマンに敗北し負けを認め撤退。ダイブマンと共にロ－ル、ガッツマン、グライドを人質に取るがロックマンにデリートされた。『ロックマン11』の同名キャラである。
キャプテン・クロヒゲ / 磯崎 太平（いそざき たいへい）
シーサイドタウン水族館の調教師だったが、行うショーが過激すぎて解雇されWWWの一員になった。報復として水族館を襲い、魚を放流させた（本人曰くパニックショー）。ダイブマンの1回目のデリート後コジローを人質に取るが動物たちに突撃され気絶させれて逮捕された。六方によって裁判で重罪となり連行された。後に六方と共に脱獄してチロル、六方、入道と共にWWWに反逆をするが熱斗とロックマンに阻止され、またしても逮捕された。
ダイブマン
クロヒゲのネットナビ。語尾に「～であ～る」をつける口調。潜水艦に似せて作られ、現実の潜水艦には不可能な攻撃を仕掛けてくる。水族館をパニックに陥れるがロックマンにデリートされる。後に復活してブラストマンと共謀するがまたしてもデリートされた。モチーフは『ロックマン4』の同名キャラ。
チロル
我儘な女性。退屈しのぎにWWWに入った。電脳獣を手に入れるためにサーカスマンにナビの体力を吸収させていた。3人でチームを組んで熱斗たちを苦しめるが最後は逃げようとした挙句飛び降りが仇になり気絶したところを炎山に逮捕された。
サーカスマン
チロルのネットナビ。4本の手を持つピエロのようなネットナビ。膨大なデータ吸収能力を持つが、電脳獣一体では容量オーバーを起こしかけていた。残りの電脳獣はロックマンが取り込んだと見て電脳獣を強奪しようとしたがデリートされた。後に復活してロックマンたちを襲うがまたしてもデリートされた。このナビは『月刊コロコロコミック』で実施された「ボスキャラデザインコンテスト」のグランプリの作品である。
六方 悟（ろっぽう さとる）
検察官。犯罪が減らない社会に絶望し、悪の道を進むようになった。当初は熱斗の仲間と思われ信頼されていたが、祐一朗に審判の木にハッキングしたという罪を着せ熱斗にすぐに見破られる。ジャッジマンのデリート後逮捕されて黙秘を続けている。後に脱獄し入道とチロルと共に3人でチームを組んで熱斗達を苦しめるが最後は逃げようとした挙句飛び降り、気絶したところを炎山に逮捕された。
ジャッジマン
六方のネットナビ。外見は本がモチーフ。審判の木のシステムを改竄していた。カーネルとの共謀で祐一郎を陥れたがロックマンにデリートされる。後に復活するが敗北し六方に詫びながら爆散した。このナビは『月刊コロコロコミック』で実施された「ボスキャラデザインコンテスト」の準グランプリの作品である。
入道 露晴（にゅうどう つゆはる）
元・気象予報士。ウェザーくんが誕生して仕事が無くなり、報復としてWWWの一員となった。変装したり、煙玉を使って瞬間移動するなど、忍者のような行動力を持つ。スカイタウンにあるフォースプログラムを強奪した。ウェザーくんち捕まりそうになったがカーネルに救出された。チロルと六方と共に3人でチームを組んで熱斗達を苦しめるが最後は逃げようとした挙句飛び降りが仇になり気絶したところを炎山に逮捕された。
エレメントマン
入道のネットナビ。5種類の属性を持つ。自動翻訳システムでネットナビ同士での会話は一応成立している。フォースプログラムを強奪したがロックマンにデリートされた。後に復活するがまたしてもデリートされた。このナビは『月刊コロコロコミック』で実施された「ボスキャラデザインコンテスト」の準グランプリの作品である。
バレル
かつて熱斗とチームを組んでいた。ワイリーの片腕的存在。育ての親であるワイリーには恩があり、その恩返しをするためにWWWへ入った。WWWの指揮官としてクロヒゲ達4幹部を指揮するが4幹部からは不満を持たれている。敗北後カーネルと共に説得されて心を動かされる。WWW（バレル）を裏切ったチロル達に制裁されるが熱斗に救出されワイリーに反旗を翻した。決着後熱斗をかばって本部の爆発に巻き込まれる。生死不明であるが熱斗はバレルの生存を信じている。
カーネル
バレルのナビ。ブルースと互角に渡り合う実力を持つ。ワイリーによって生み出されたナビだったことが判明する。ロックマンとは敵対していたが説得されて和解し仲間となった。最終的には妹のアイリスと共にグレイガ（ファルザー）を止めるため自分たちを犠牲にした。
電脳獣 グレイガ（でんのうじゅう グレイガ）
「グレイガ版」におけるオオカミのような最終ボス。環境依存のバギー・プログラム。『エグゼ3』のプロトが隔離された後出現し、セントラルエリア3付近に隔離され、復活してインターネットに被害をもたらす事になる。頭と胴体の両方に攻撃判定あり。
電脳獣 ファルザー（でんのうじゅう ファルザー）
「ファルザー版」における怪鳥型の最終ボス。グレイガを消去するデバッグ用プログラムとして開発され、グレイガとの衝突を繰り返す内制御不能になった。グレイガと共にセントラルエリア3付近に隔離され、復活。攻撃判定は胸のみ。
ケイン市長
才葉シティ市長、才葉学園学園長。ファルザーを生み出した科学者の孫にあたり、失墜した祖父の名誉を回復させるためWWWに資金提供していた。

### その他
ハクシャク、ジャンゴ、オテンコサマ
『ボクらの太陽』シリーズからのコラボレーションで日本版のみ登場。
フォルテ
世界最古の完全自律型ナビ。今作では「破壊神」としての扱いを受けている。さらなる力を求めたためにロックマンと敵対する。ロックマンに倒され敗北を認めないまま爆散した。『5』まではロックマンに倒されてもデリートはされずに去ってゆくという最後だったものの、今回ではロックマンはフォルテのデリート後、フォルテはどこかで生きていると感じ取る。

## 属性と系統
『ロックマンエグゼ2』からの属性に加え、バトルチップと後述のクロスシステムに「系統」がつく。カーソル系統は風系統に弱く、風系統はソード系統に弱く、ソード系統はブレイク系統に弱く、ブレイク系統はカーソル系統に弱い。

## クロスシステム
他のナビの能力をもう一体のナビが得るシステムであり、前作まであったソウルユニゾンに変わる新システム。ロックマンがリンクナビと呼ばれるナビの能力を引き継ぐ。ソウルユニゾンと異なり、チップを生贄にする必要は無くターン制限も無いが、そのクロスの弱点となる攻撃を受けると、2倍のダメージを受けた上でクロスが解除されてしまう。
取得方法はストーリーを進めていくと、リンクナビのオペレーターの授業を受けるイベントが発生。そのオペレーターのナビを操作して、特定のミニゲームをクリアする。最後にそのナビと戦って、勝てば授業はクリア。そのナビのクロスをバトルで使用可能となる。
使用するにはカスタム画面で十字キーの上を押し、クロスを選択すればよい。各クロスは戦闘中に一度ずつしか装備できず、解除されたり別のクロスを装備したりすると、そのクロスは再装備不可となる。

### グレイガ版クロス
ヒートクロス
リンクナビ：ヒートマン 属性：炎
溜め撃ちは前方3マスに貫通するヒートアーム。
暗転しない炎属性のチップの攻撃力が+50される。
バスターの攻撃力が+1される。
グレイガ版で最初に手に入り､このソウルに関しては強制的に入手する事になる。
スラッシュクロス
リンクナビ：スラッシュマン 系統：ソード
溜め撃ちは縦3マスの幅で2マス前方まで飛ぶワイドスラッシュで､貫通性能はないがある条件を満たすと一度だけ威力が上昇する。
暗転しないソード系統のチップの攻撃+50。ソード系統のチップを溜め撃ちすると、斬撃を前方へ飛ばす事が出来る。
ブルースソウル同様、バリアブルソード・ネオバリアブルはコマンドのため撃ちが可能。
エレキクロス
リンクナビ：エレキマン 属性：電気
溜め撃ちは前方に敵、障害物を貫通して画面右端まで届くサンダーボルトで､ドールサンダー(バトルチップ)とほぼ同じ性能となっている。
暗転しない電気属性のチップの攻撃力が+50される。
暗転しない無属性チップを溜めて使用すると、マヒ効果がつく。
キラークロス
リンクナビ：キラーマン 系統：カーソル
溜め撃ちは対インビジブル性能を持ち前方に敵、障害物を貫通して画面右端まで届くキラーズデスビームで､他のクロスと比べて溜め時間がやや長い。
カーソル系統のチップの攻撃力が+30される（暗転するチップにも適用される）。
敵のHPの数字に4が入っている時に暗転しない無属性チップ、もしくは溜め撃ちを当てると、ウイルスの場合は即死、ナビの場合はHP減少バグが発生。
チャージクロス
リンクナビ：チャージマン 属性：炎
溜め撃ちはブレイク性能があり､ 無敵になって3マス前まで敵を貫通して進むチャージタックル。
暗転しない炎属性チップを溜めて使うと攻撃力がアップ（溜め時間によって+100まで攻撃力増加）。
ターン経過ごとにカスタム画面のチップオープン枚数が+1される（最大で8枚まで）。

### ファルザー版クロス
アクアクロス（4でも登場）
リンクナビ：アクアマン 属性：水
溜め撃ちは当たったマスの後ろ1マスにも攻撃するバブルショットで､溜め時間が非常に早くチャージLvが高い場合､ほぼ一瞬でチャージが完了する。
水属性チップ使用時に､ナビカスタマイザーでアップした分を除く最大HPの5%を回復。
暗転しない水属性チップを溜めて使うと攻撃力が2倍になる。
氷パネルの上でも滑らなくなる。
ファルザー版では最初に手に入るクロスであり､ヒートクロスと同様必ず入手する事になる。
トマホーククロス（前作でも登場）
リンクナビ：トマホークマン 属性：木
溜め撃ちは横2マス×縦3マスの範囲を攻撃するトマホークスイングで､キラークロスと同様に他のクロスの溜め撃ちと比べて溜め時間がやや長め。
暗転しない木属性チップを溜めて使用すると攻撃力が2倍になる。
ステータスガード効果（状態異常にならない）を持つようになり､クサムラパネルの上にいるとHPが徐々に回復する。
テングクロス
リンクナビ：テングマン 系統：風
溜め撃ちは前方縦3マスを攻撃し、相手を最後列まで吹き飛ばしてバリアやオーラをはがすテングラケット。
暗転しない無属性と風系のチップの攻撃力が+10される。
B+←でスイコミが発動。
エアシューズが装備され､穴パネルの上も移動出来るようになる。
グランドクロス
リンクナビ：グランドマン 系統：ブレイク
溜め撃ちは同じ横列の敵の目の前に移動して横2マス幅の攻撃をするグランドドリル。敵を奥に押し､押せなかった場合は3ヒットする。
暗転しないブレイク系チップの攻撃力が+10される。
暗転しないブレイク系チップを溜めて使用すると落石の追加攻撃が発生する。
スーパーアーマーが装備され､攻撃を受けてものけぞらなくなる。
ダストクロス
リンクナビ：ダストマン 系統：ブレイク
溜め撃ちはスクラップをかき集めて真っ直ぐに飛ばすスクラップリボーンで､着弾点はひび割れる。カスタム画面で選択済みのチップを「DUST SHOOT」ボタンでフォルダに戻し、戻した枚数分のチップを新たに出現させる
B+←で置物・障害物を全て吸い込み、その後Bボタンを押すと前方に発射する（攻撃力200）。

## リンクナビ
クロスできるナビの総称。各バージョンに5体ずつ、計10体。そのナビのクロスが使用可能となった後は、オペレーターの近くにあるパソコンなどからオペレートできる。
リンクナビオペレート時は、インターネット上に置かれている様々な障害物を取り除くことが出来る。ロックマンと同様にバトルも可能で、基本的な操作はロックマンと変わらず、通常攻撃のバスターもロックマンと同じであるが、チャージショットは各リンクナビ固有の攻撃方法を行なう。また各リンクナビごとに固有のチップを持っており（ロックマン操作時の獣化ボタンに位置する箇所に表示される）、バトル中1枚だけ使用が可能。

### グレイガ版リンクナビ
固有チップの[ ]内はチップコード。属性と系統はクロスシステムのクロスと同じ。
ヒートマン
チャージショット：ヒートアーム - 前方の横2マスと2マス目の上下2マス（T字型）に炎攻撃。
固有チップ：ヒートプレス[H] - 3マス前方に飛び込み、踏みつけ攻撃。着弾点の上下左右4マスにも炎攻撃。
スラッシュマン
チャージショット：トリプルエッジ - 前方及び上下にナイフを出現させ、一直線に投げる。
固有チップ：Rスラッシュ[S] - ローリングスラッシュ。下に移動し、敵エリアに沿って回転移動。敵のいる列に来ると上方向に曲がって攻撃。
エレキマン
チャージショット：サンダーボルト - 敵のいるパネル全てに落雷攻撃。
固有チップ：Dエレキソード[E] - ダッシュエレキソード。前方に真っ直ぐ移動して敵の前でエレキソードを振るう。
キラーマン
チャージショット：ヘルズシックル - 前方2列目の縦3マスに鎌で攻撃。
固有チップ：Kデスビーム[K] - キラーズデスビーム。一直線上にマヒ効果のあるビームを放つ。障害物を貫通する。
チャージマン
チャージショット：クレイジーロコモーティブ - 前方に突進攻撃。ナビの後方に貨物車両がつき、最大で3回当たる。
固有チップ：ボルカノチャージ[C] - 5つの岩石を敵エリア上にばら撒く。敵のいるマスには必ず当たる。

### ファルザー版リンクナビ
アクアマン
チャージショット：アクアホース - 2マス前方に攻撃し、着弾点の後方1マスにも誘爆する。着弾点はヒビパネルになる。
固有チップ：アクアシャワー[A] - 3マス前方にワープし、周囲8マスに水を撒き散らす。
テングマン
チャージショット：テングスラスト - 前方3マスまで鼻を伸ばして攻撃。先端部分のみマヒ効果を持つ。
固有チップ：Fトルネード[T] - フウジントルネード。前方全ての敵か障害物のあるマスに竜巻を発生させる。最大3回当たる。
トマホークマン
チャージショット：トマホークスイング - トマホークを一振りし、縦3マス×横2マスの計6マスの範囲を攻撃。威力も高く、並の敵ならば一掃できる。
固有チップ：Eトマホーク[T] - イーグルトマホーク。衝撃波を発生させ、一直線上を攻撃する。攻撃したマスは穴パネルになる。
グランドマン
チャージショット：ドリルアタッカー - 前方および上下にドリルを出し、発射する。ドリルは最大で3回当たる。
固有チップ：RCブレイカー[G] - ロッククラッシュブレイカー。突進し、最後列に到達すると敵のいる全マスに攻撃。途中で障害物に当たると不発に終わる。
ダストマン
チャージショット：スクラップリボーン - スクラップを固めた物体を前方に発射する。当たったマスはヒビパネルになる。
固有チップ：ダストブレイク[D] - 前方にいる敵をエリア最前列まで吸引し、両手で押しつぶす。

## 獣化システム
電脳獣の力を得ることが出来るシステム。ストーリーを進めると、グレイガ版なら獣、ファルザー版なら怪鳥の姿（=それぞれの電脳獣の姿）にロックマンが変身することができるようになる。これを獣化またはビーストアウトという。獣化する際にはカスタム画面にある「獣化ボタン」を押せばよい。ただし使用制限があり、最大で3ターンまでしか使うことができない（GBAに拡張商品の「ビーストリンクゲート」を付けてプレイすればこの制限はなくなる）。使用可能ターン数は、ロックマンのココロウィンドウに「ココロカウント」として表示される。そこに表示される数字が3ならば、後3ターン使えることになる。1ターン過ぎるごとにカウントは1ずつ減っていき、カウントが0になると強制的に獣化が解除され、ロックマンは疲労状態に陥る。消費したココロカウントは、獣化しないでウィルスバスティングを1度行うたびに1ずつ増加し、最大で3まで蓄積される。
獣化によって起こるロックマンの性能の変化は以下の通りである。

### 共通
- 暗転しない無属性チップの攻撃力が+30される。
- 暗転（画面が一時停止）しないバトルチップ使用時に、ロックマンが自動的にバトルチップの攻撃範囲まで移動して攻撃する（セミオート攻撃）。

例えばバトルチップ「ソード」を使った場合には、ソードの攻撃範囲が前方1マスなので、ロックマンは自動的に相手の目の前まで移動して攻撃する。

### グレイガビースト
- ロックマンの通常攻撃（ロックバスター）が連射性能の高い「ビーストバスター」に変化する。Bボタンを押している間、高速で連射される。
- 攻撃を受けてものけぞらなくなる「スーパーアーマー」効果付加。
- 無属性チップをチャージすると、敵の目の前まで行って切り裂く「グレイガクロー」を使う。縦3マスと横2マスの範囲を1度ずつ攻撃。攻撃力はロックマンのバスターの攻撃力に依存し（チップの攻撃力は無関係）、バスターの威力最大時（LV5）の攻撃力は100。前方1マスは2ヒットするので合計200となる。

### ファルザービースト
- ロックバスターが前方と上下に羽を連射することのできる「フェザーシュート」に変化する。Bボタンを押している限り自動的に連射される（グレイガビーストよりも連射性能は低く､上下の攻撃は2マス先までにしか届かない）。
- 特殊パネルの影響を受けなくなる「フロートシューズ」効果と、穴パネルの上にも移動できる「エアシューズ」効果付加。
- 無属性チップをチャージすると、敵の目の前まで行って切り裂く「ファルザークロー」を使う。攻撃範囲と攻撃力はグレイガビーストと同じである。
- グレイガビーストと異なりスーパーアーマー効果を持たないので、敵の攻撃を受けるとのけぞる。

### 超獣化
ロックマンのココロカウントが0の疲労状態時に獣化ボタンを押すと完全に獣化し、ロックマンが力を制御できずに暴走状態に入ってしまう。これを超獣化もしくはビーストオーバーと呼ぶ。基本的な能力は獣化状態と同じであるが、この間ロックマンは無敵状態となり、プレイヤーの操作を一切受け付けず自動的に移動、攻撃を行う。暗転しない無属性チップの攻撃力が2倍となるため驚異的な攻撃力を誇る反面、超獣化状態は1ターンしか持たず、超獣化が解除されるとロックマンに反動が掛かり「極限」状態に陥る。この状態のロックマンはHPが急速に1まで減ってしまう。たとえ回復しても1まで強制的に減らされる。
なお、前作にあったダークソウルユニゾンのようなオートバトルデータがないため、使用頻度の高いチップやプログラムアドバンスを自動的に選んで使うということはしない。カスタム画面で選ばれたチップを自動的に使用するのみである。

## クロスビースト
クロスシステムを使用した状態でビーストアウトを行うか、ビーストアウト中にクロスシステムを使うと、クロスと獣化両方の性能を併せ持つ「クロスビースト」が発現する。弱点となる攻撃を受けるか、獣化と同じくココロカウントが0になると強制的に解除される。ただし弱点攻撃による解除の場合、獣化状態は維持される。上記のクロス、獣化両方の効果に加え、無属性チップをチャージすると必殺技を使用することができる。

### 必殺技
各クロスのチャージショットよりも攻撃力や攻撃範囲に優れる。なお、クロスビーストにチャージショットは存在しない（バスターがビーストバスターかフェザーシュートになるため）。

#### グレイガ版
グレイトファイア
ヒートビーストの必殺技。ロックマンの前方1マスと2、3列先の列全てのマスに炎攻撃をする。グレイガも類似の技を使用。
ビッグサンダー
エレキビーストの必殺技。グレイトファイアと同じ範囲にひび割れとマヒを与える電気攻撃。
キラーテイルアロー
キラービーストの必殺技。相手のいるマスに、HPが徐々に減るバグを与える矢を高速で射ち込む。
スラッシュエックス
スラッシュビーストの必殺技。相手の前のマスに移動し、X字形に斬りつける。交差部分はダメージ2倍。
チャージバイト
チャージビーストの必殺技。大きく仰け反った後、前方にケモノ型の衝撃波（グレイガの頭部）を発射する。発射時に相手は移動不能になる。

#### ファルザー版
アクアスパイラル
アクアビーストの必殺技。前方2マスの範囲に最大5ヒットする水の渦を発生させる。
テングストーム
テングビーストの必殺技。横3マスと3マス前の縦1列まで届く竜巻を発生させる。横1マス目が1ヒット、2マス目が2ヒット、3マス目は3ヒットする。ファルザーも類似の技を使用。
ウィングブーメラン
トマホークビーストの必殺技。外周を通る羽型のブーメランを2発発射する。貫通性能があり、当たっても無敵時間が発生しない。
ダストシューティング
ダストビーストの必殺技。相手エリアにランダムに6つのダストを落とす。
ドリルドライブ
グランドビーストの必殺技。2ヒットするドリルをかまえながら横1列を突進する。突進中は無敵。

## タッグチップ
前作まであったレギュラーチップに加えて、新たに追加されたシステム。あらかじめフォルダにあるバトルチップから任意に二枚選んでおくことで、カスタム画面に片方が出てくると、もう一方も必ず同時に出てくるようになる。タッグチップを上手く使えば、組み合わせたいバトルチップを素早く引き出すことができるので、戦闘を有利に運ぶことができる。なお、組み合わせるチップの容量は合計で60MB以下にしなければならない。

## 悪霊の退治
電脳獣に関するシナリオで、エリアが悪霊によって闇に侵されてしまう。その悪霊を全滅させることでエリアを闇から開放していくというミッションである。エリアの出入り口で横たわっているガーディアンナビに話しかけると、4つのソウルウェポンをもらい、ミッション開始となる。前作のリベレートミッションのようなものである。
悪霊を全滅させてミッションをクリアすると、余ったソウルウェポンはその数に応じてバグのかけらへと変化する。

### ソウルウェポン
攻撃力はどのソウルウェポンも同じで、悪霊の体力を1減らすことができる。攻撃範囲は各ソウルウェポンごとに異なる。また、ソウルウェポンそれぞれには弾数制限があり、設定された回数以上は使えない。弾切れしても完全回復できるが、倒した悪霊は全て復活してしまう。そのため、範囲の異なるソウルウェポンを悪霊の配置に応じて効率的に使用することが求められる。
下記の攻撃範囲は、全てロックマンが画面上側を向いていることを前提にしている（「縦」と「横」の意味を説明上の実質的な位置関係と合わせるため）。ロックマンの向きを変えれば、それに対応して攻撃範囲も移動する。
黒のマスが攻撃範囲、灰色のマスが攻撃地点を表している。
ソウルナイフ
短剣で前方近距離にいる悪霊を攻撃。攻撃範囲は縦1マス。
|  |  |  |
|  |  |  |
|  |  |  |
ソウルソード
剣で前方中距離にいる悪霊を攻撃。攻撃範囲は縦2マス。
|  |  |  |
|  |  |  |
|  |  |  |
ソウルアックス
斧で前方側面にいる悪霊を攻撃。攻撃範囲は横3マス。
|  |  |  |
|  |  |  |
|  |  |  |
ソウルガン
銃で前方遠距離にいる悪霊を攻撃。攻撃範囲は縦に3マス離れた先の1マス。
|  |  |  |
|  |  |  |
|  |  |  |
|  |  |  |

### 悪霊
出てくるのはエリアに見えている悪霊のみで、歩き回ってもウイルスや亡霊ナビは一切出現しない。攻撃位置が悪いと、倒しきれなかった際に悪霊からの反撃を食らうことがある。悪霊には種類があり種類によって体力が異なるが、背後が弱点となっているので、そこを攻撃すればどんな悪霊も一撃で倒せる。
- 赤い悪霊 - 体力1。
- 黄色い悪霊 - 体力2。
- 青い悪霊 - 体力3。

## ココロウィンドウ
ロックマンココロの状態を映すウィンドウがココロウィンドウである。戦闘中に画面左上に表示され、ロックマンの表情で状態が表される。前々作から登場しているが、システムの変更に伴い、状態が一部変更されている。また、獣化時やリンクナビ使用時にはフルシンクロ状態にのみに変化が可能。クロスを装備している時には平常もしくは疲労状態が維持される。

### 平常
戦闘が開始した時の状態。メリットもデメリットも特にない。クロスを装備したり、獣化することが可能である。

### フルシンクロ
カウンターを当てるとなる状態。カウンターするタイミングが見えるようになり、次に使うバトルチップの攻撃力が1度だけ2倍になる。獣化してもフルシンクロ状態は続くが、攻撃を受けるかクロス、バトルチップを使用すると平常に戻る。また、カウンターし続けることでフルシンクロを維持することもできる。

### 怒り
攻撃を受けてのけぞり続けるか一定時間麻痺状態になった場合やダメージ300以上の攻撃を受けるとなる状態。ロックマンが赤くなり、攻撃を受けてものけぞらなくなる（麻痺状態にはなる）。また、次に使うバトルチップの攻撃力が1度だけ2倍になる。時間経過かバトルチップ使用で平常に戻る。

### 疲労
獣化し、ココロカウントが0になって獣化が解除されるとこの状態になる。カウンターを取ってもフルシンクロができない。各種クロスを装備することはできるが、装備後も疲労状態は維持される（疲労しつつクロスを装備した表情となる）。この状態で獣化ボタンを押すと超獣化する。

### 極限
超獣化後、ロックマンに戻ると陥る状態。バスターの攻撃力が最低になり、クロスを装備できなくなる。さらにHPが急激に減っていき、たとえ回復してもすぐに1まで強制的に減らされる。